# Marie Rouanet

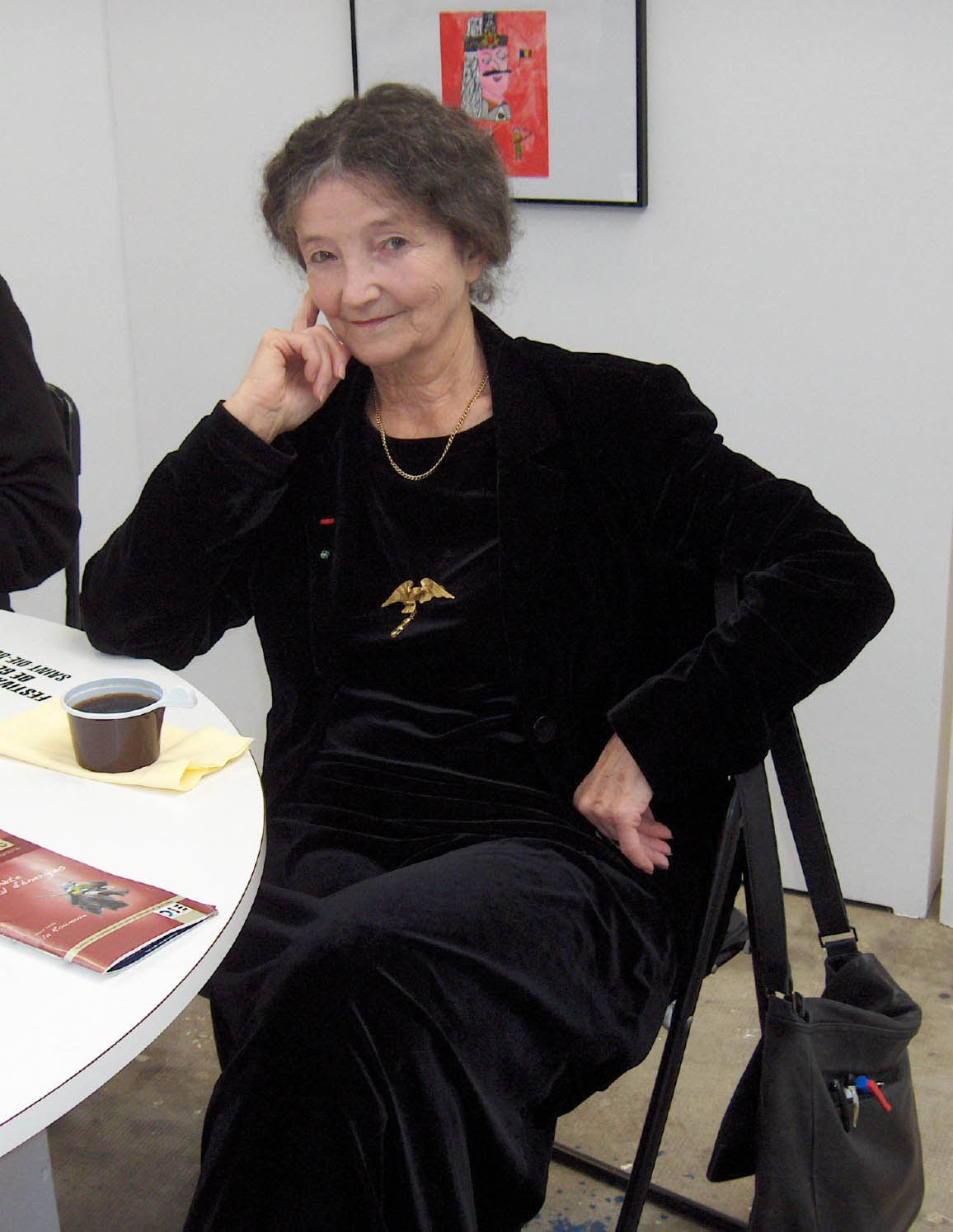
Marie Rouanet.

Marie Rouanet (Maria Roanet) (Béziers, Francia, 1936) es una cantante, escritora, socióloga y profesora de literatura occitana.
Hija de un mecánico, se graduó en magisterio en 1952. Interesada por la historia y etnología de su región, empezó a escribir poemas y canciones en occitano y fue miembro del movimiento de la Nova Chançon como Patric, Joan-Pau Verdier o Rosina de Pèira. Celebró su matrimonio con Ives Roqueta en occitano en 1978 y ha sacado algunos discos con la discográfica Ventadorn y escrito varios libros en francés. 

## Obra

### Discografía
- Pica Relòtge, 1973

- Cantem Nadal, 1977

- Contra corrent la Trocha Nada, 1976

- A l'Intrada del Temps clar, 1976

- Me soveni..., 1979

- Als enfants d'Occitania, 1979

- L'eternitat, 1982

### Libros
- Occitanie 1970, les poètes de la décolonisation (PJ Oswald, Honfleur, 1971)

- Dins de patetas rojas (IEO, 1975; Letras d'òc, 2012, ISBN 978-2-916718-43-9)

- Apollonie,Reine au coeur du monde (1984)

- Je ne dois pas toucher les choses du jardin (1993)

- La Marche lente des glaciers (1994)

- Nous les filles (1990), memorias

- Du côté des hommes (2001)

- Luxueuse austérité (2006)

- Mauvaises nouvelles de la chair (2008)

- Trésors d'enfance (2009)

- La Nègre (2010)

- L’Arpenteur (2012)

- Murmures pour Jean Hugo (2013)

- Abecedaire de l'Espérance (2014)

- Mon rouge Rougier (2015)

### Filmes documentales
- Ave Maria (2000)

- Miracle au cimetière : les mystères de Notre Dame des Mouscadous (2007)

- L'aigle de Bonelli (2011)

- La colonie, filme en versión original francesa subtitulada en inglés (2012)

- Divines nourritures (2014)